# Sex and the Single Mom
Sex & the Single Mom (br: Solteira, Profissão Mãe) é um telefilme americano de drama lançado em 2003, dirigido por Don McBrearty com roteiro de Judith Paige Mitchell.

## Sinopse
Cada dia é uma correria para a mãe solteira Jess Gladwell (Gail O'Grady), que é responsável por criar sua filha adolescente e apoiar o seu sustento através do trabalho como técnica jurídica. Ela sempre preferiu evitar o diálogo com a filha, Sara (Danielle Panabaker), e a medida em que a garota crescia, passou a superprotegê-la. 
Jess nunca encontra tempo para romances, até que ela encontra um médico, solteiro, recém-formado e tem um caso com ele, esquecendo o que vem tentando ensinar a sua filha. Logo, as consequências são dolorosas para ela e para a menina.

## Elenco
- Gail O'Grady .... Jess Gradwell
- Grant Show .... Alex Lofton
- Danielle Panabaker .... Sara Gradwell
- Maria Ricossa .... Deena
- Nigel Bennett .... Nick Gradwell
- Joshua Close .... Tyler
- Kyle Schmid .... Chad
- Barbara Gordon .... Valerie
- Shelley Thompson .... Alyssa
- Stacey Smith .... Emma
- Heather Blom .... Leeza
- John Maclaren .... Harrison
- Cindy Sampson .... April Gradwell
- Geordie Brown .... Frankie
- Jamie Bradley .... Howard